# Núbijské památky
Núbijské památky od Abú Simbelu po Philae je název skupiny památek z období starověkého Egypta v jižní části státu. Rozprostírají se podél Nilu v úseku mezi městem Asuán a súdánskými hranicemi. Řada z těchto památek musela být přemístěna ze svých původních lokalit kvůli výstavbě Asuánské přehrady. Přesun probíhal mezi roky 1960 a 1980, za spoluúčasti mezinárodních organizací a odborníků. Na seznam UNESCO byly monumenty zapsány při třetím zasedání rady v roce 1979.

## Přehled lokalit
| Kód    | Místo                       | Rozloha   |
| ------ | --------------------------- | --------- |
| 88-001 | Abú Simbel                  | 41,7 ha   |
| 88-002 | Amada                       | 105,96 ha |
| 88-003 | wádí Sebua                  | 139,3 ha  |
| 88-004 | Kalábša                     | 8,07 ha   |
| 88-005 | Philae (ostrov Agilkia)     | 3,08 ha   |
| 88-006 | hrobky Staré a Střední říše | 32,68 ha  |
| 88-007 | ruiny města Elefantina      | 8,52 ha   |
| 88-008 | kamenný lom a obelisk       | 4,34 ha   |
| 88-009 | klášter svatého Simeona     | 2,78 ha   |
| 88-010 | islámský hřbitov            | 28,05 ha  |

## Galerie

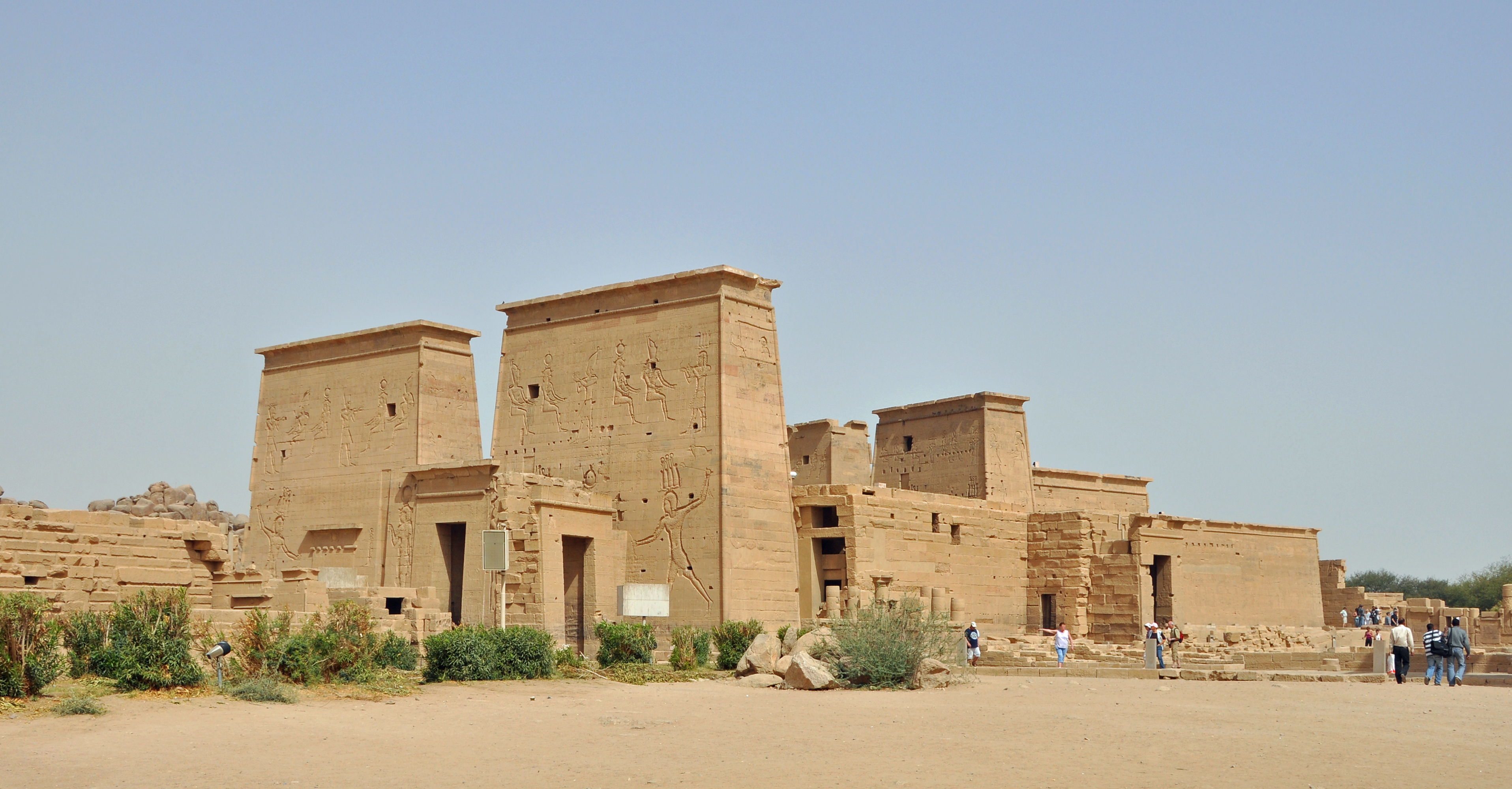
Philae
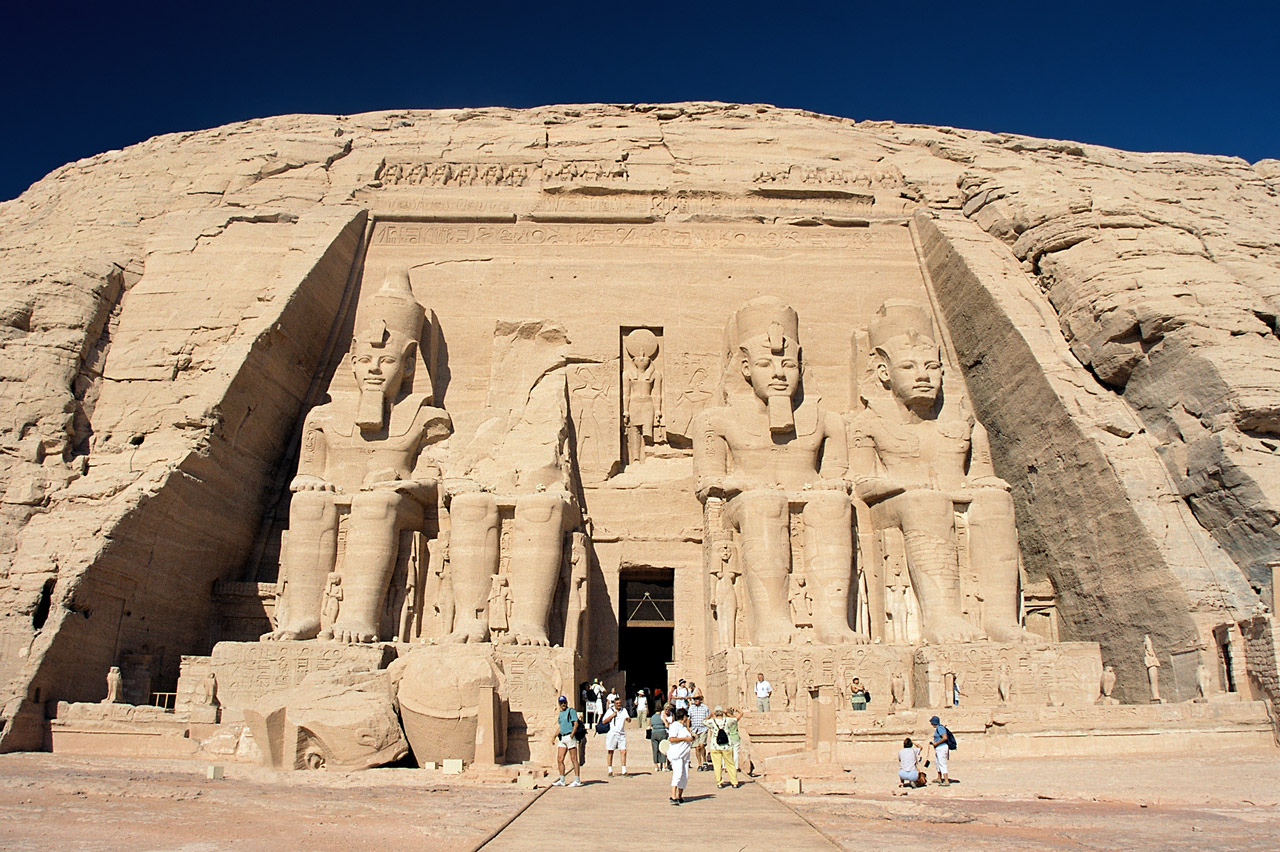
Abú Simbel
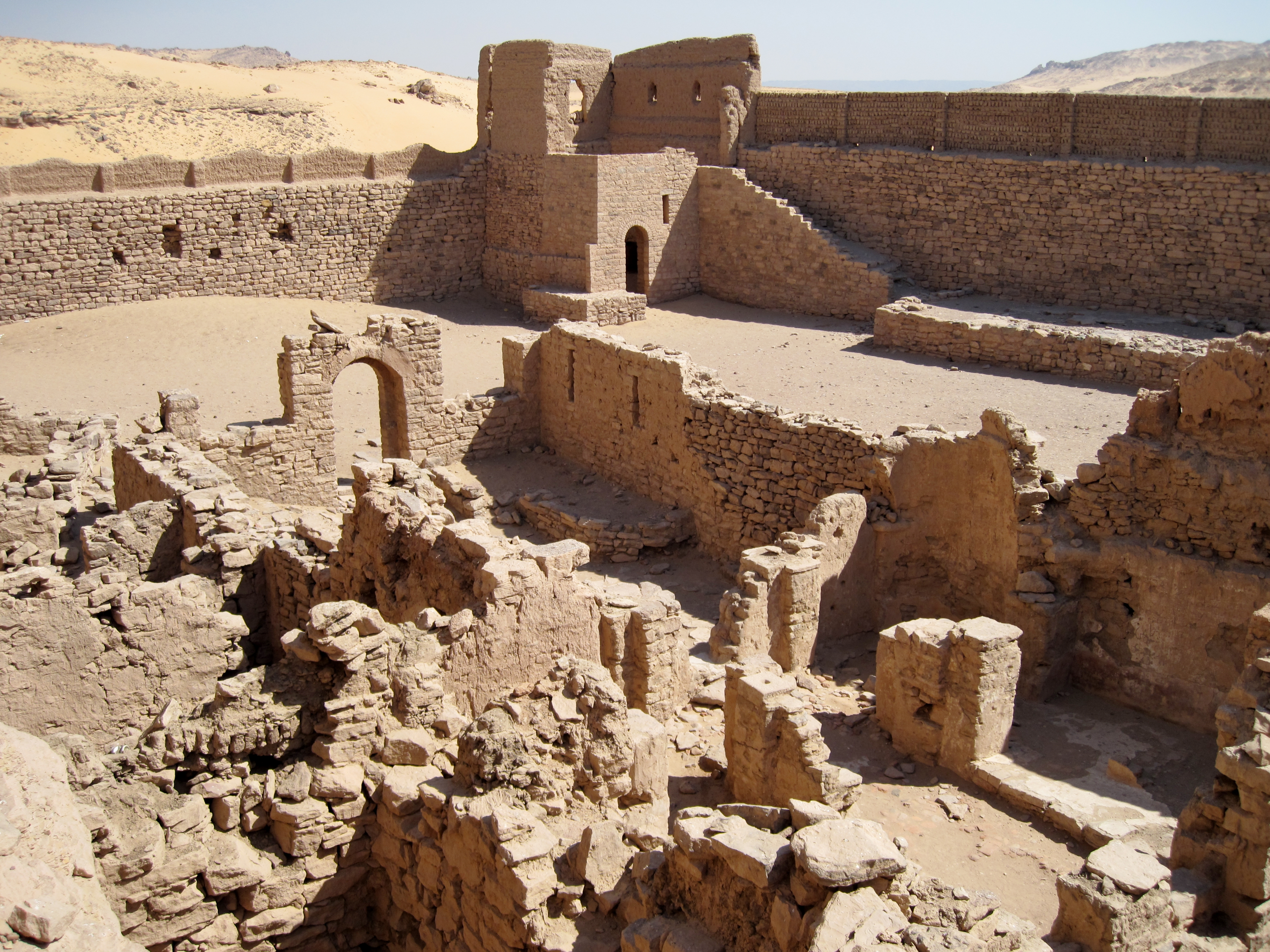
klášter svatého Simeona
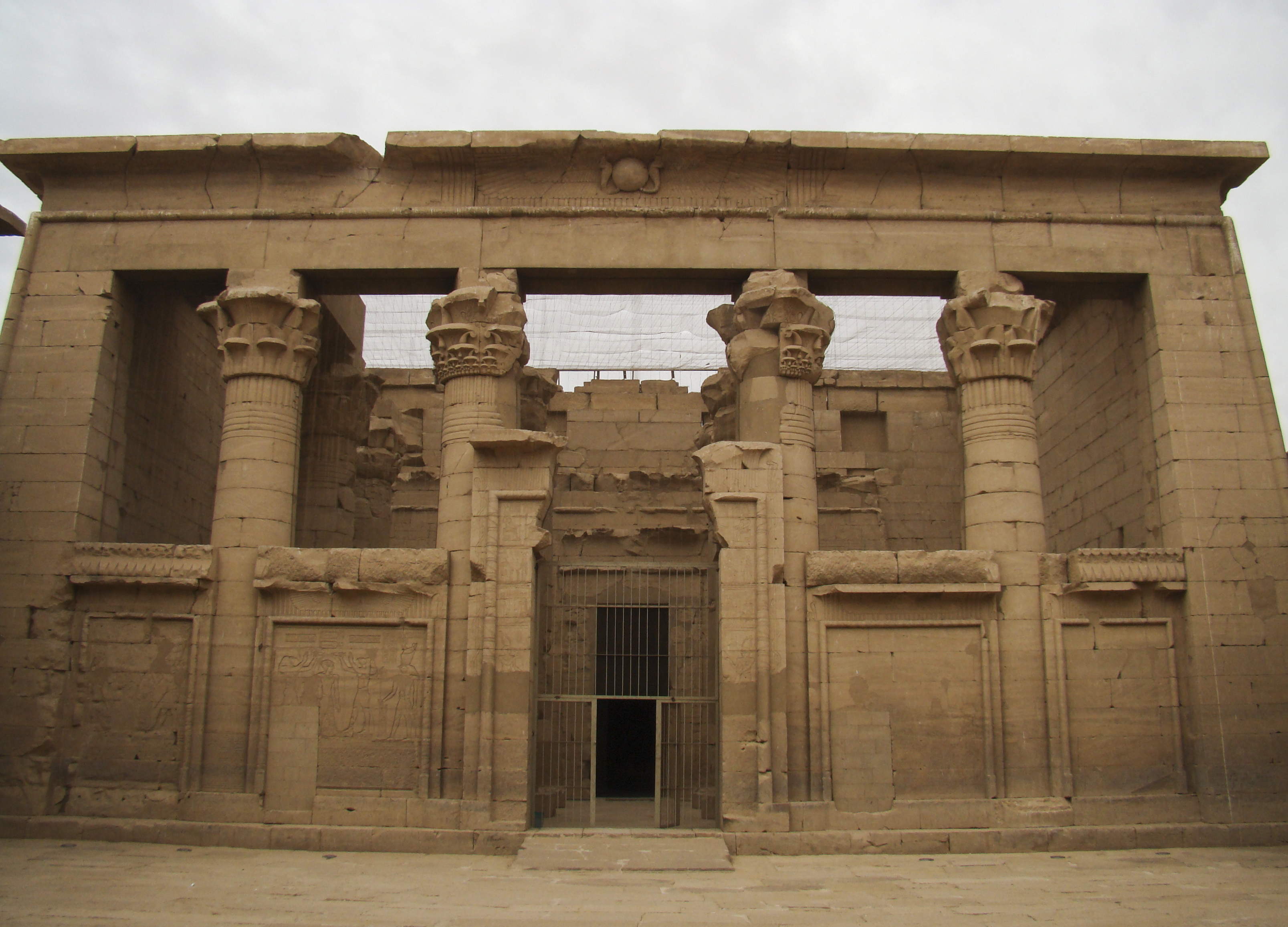
Kalábša
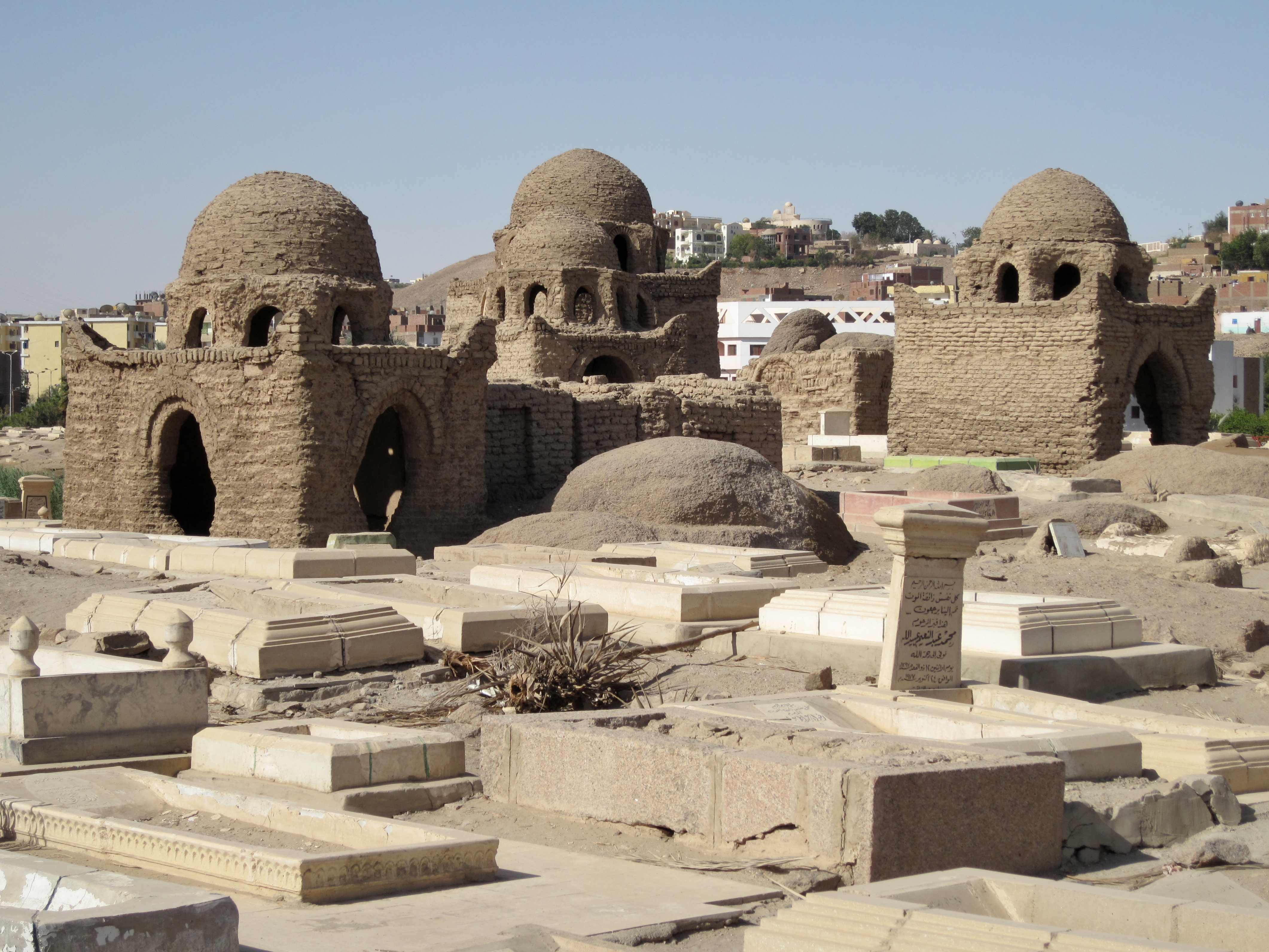
islámský hřbitov
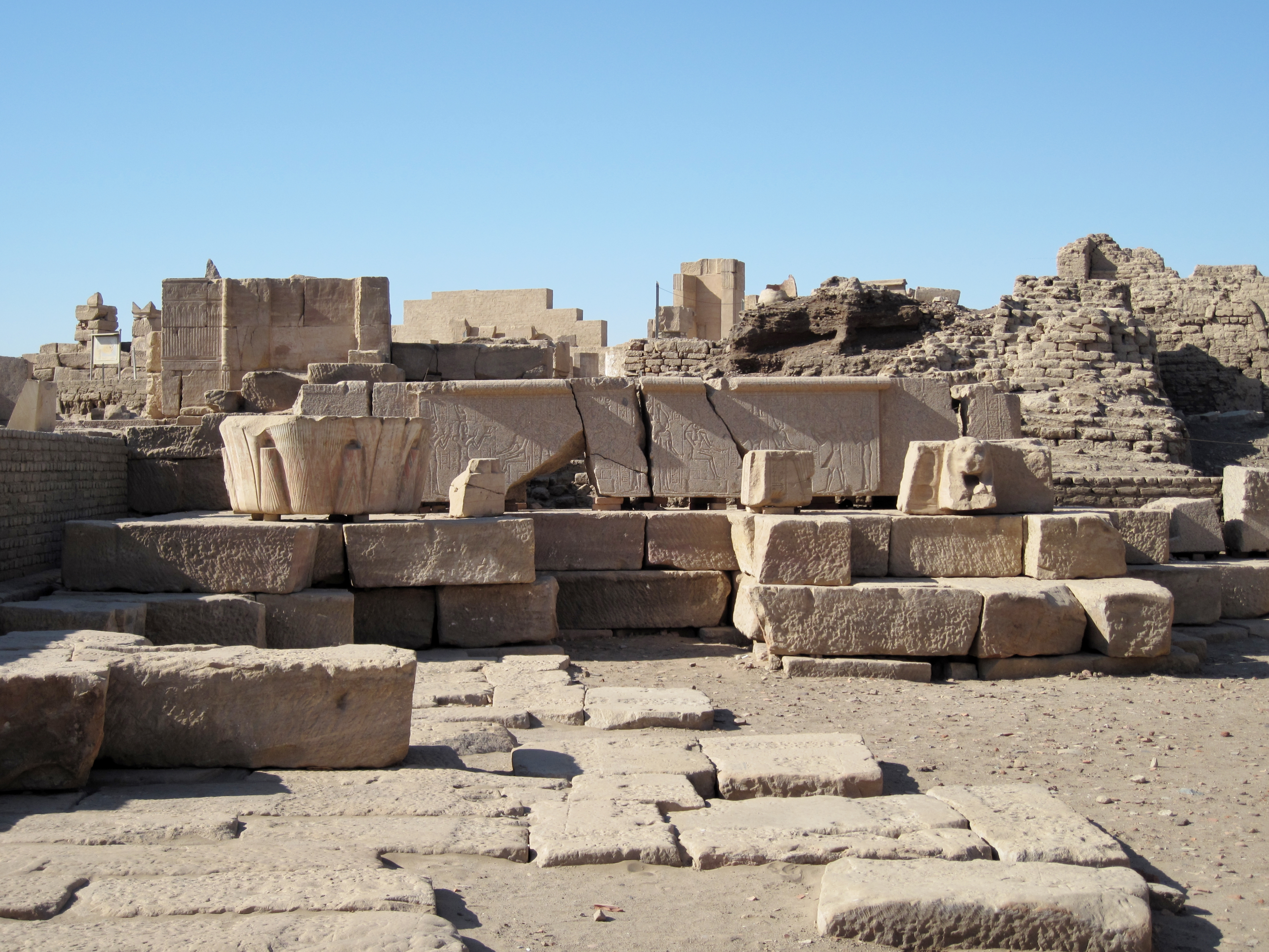
ruiny města Elefantina